# Harmonia octomaculata
Orientnyckelpiga (Harmonia octomaculata) är en skalbaggsart som först beskrevs av Fabricius 1781.  Harmonia octomaculata ingår i släktet Harmonia och familjen nyckelpigor. Arten förekommer tillfälligt i Sverige, men reproducerar sig inte. Inga underarter finns listade i Catalogue of Life.

## Bildgalleri

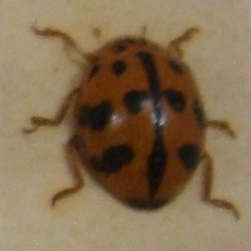
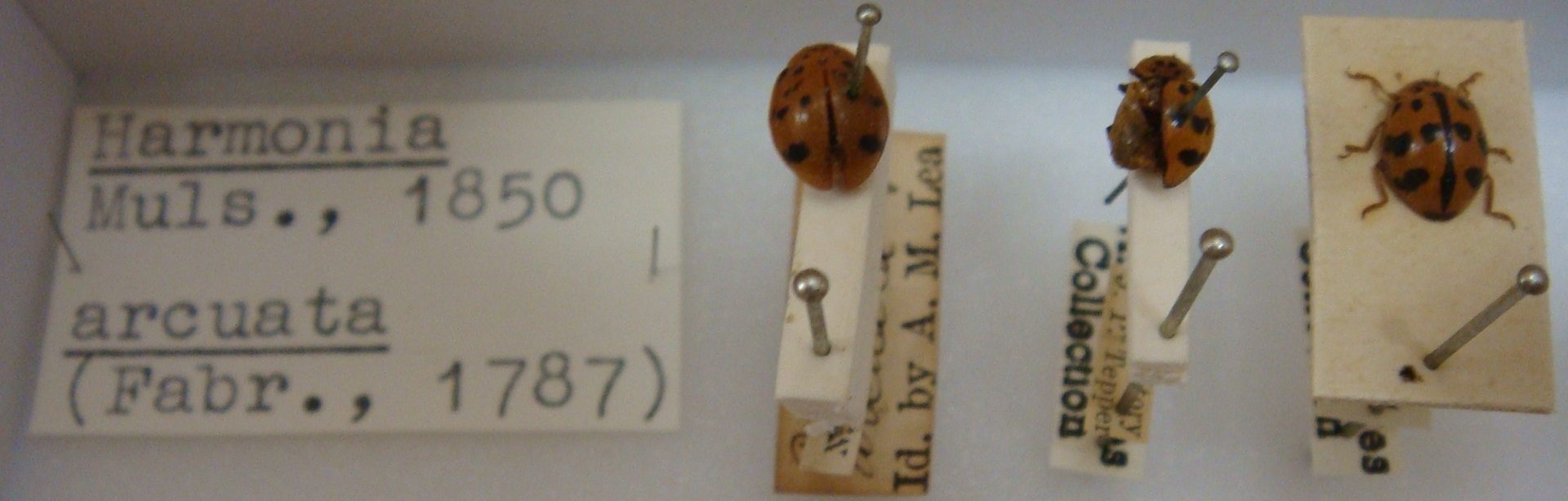